# Bedotia alveyi
Bedotia alveyi é uma espécie de peixe da família Bedotiidae. A espécie foi proposta em 2001 como Bedotia sp. nov. 'Vevembe', sendo descrita formalmente apenas em 2010.
É endémica de Madagáscar, onde é encontrada em rios da região de Makira.